# Олейник, Игорь Владимирович
Олейник Игорь Владимирович (29 февраля 1992, Витшток, Германия) — российский футбольный фристайлер, четырёхкратный чемпион России, футбольный блогер, создатель школы iFree.

## Биография
Олейник Игорь Владимирович родился 3 февраля 1992 года в Германии. Помимо Германии проживал в Санкт-Петербурге, Челябинске и Москве. С 8 до 16 лет занимался футболом. Играл в таких командах как «Спартак», ЦСКА и «Торпедо». С 16 лет начал увлекаться футбольным фристайлом. Является основателем школы футбольного фристайла iFreestyle в Москве.

## Награды и достижения
Олейник начал заниматься футбольным фристайлом в 2008 году в возрасте 16 лет. В мае 2009 года вошёл в топ-16 на первом чемпионате России. Уже в октябре того же года одержал первую победу на отборочном этапе Red Bull Street Style и получил возможность представлять Россию на чемпионате мира в Южной Африке.
В 2011 году Олейник ещё раз одержал победу на отборочном этапе Red Bull Street Style и в 2012 году представлял Россию на мировом финале в Италии. На этом турнире Олейник вошёл в топ-16, но уступил Бойке (Колумбия). В этом же году выиграл открытый чемпионат России RFFC, победив в финале двукратного чемпиона мира Шимо (Польша), и стал трёхкратным чемпионом России
В 2013 году, несмотря на тяжелейшую травму голеностопа, смог выиграть свой четвёртый национальный чемпионат и получил право представлять Россию на мировом финале Red Bull в Токио, где так же вошёл в топ-16, но уступил хозяину турнира Токуре. В этом же году получил wildcard на закрытый турнир от F3 (Freestyle Football Federation), который проходил в Лондоне и Дубае.
С 2014 года прекратил активное участие в турнирах из-за травмы и по личным причинам.
В 2015 году основал школу футбольного фристайла iFreestyle, которая являлась самой крупной в мире. В 2021 году школа официально навсегда закрылась.

## Деятельность
Игорь активно ведёт свой YouTube канал (Свободный стиль), на котором берет интервью у профессиональных футболистов, футбольных блогеров и различных персонажей из медиафутбольного пространства.
с 2018 по 2019 год играл за «Амкал» (футбольный клуб в котором играют футбольные блогеры, один из самых масштабных проектов на «русскоязычном» YouTube). В первом сезоне являлся лучшим игроком команды, однако полученная травма (разрыв крестообразной связки) в последней игре сезона 6 октября 2018 года не позволила ему выступать в последующем времени. Во втором сезоне являлся помощником главного тренера Юрия Анатольевича Нечаева. Решился выйти на поле на 10 минут в последней игре.

## Сотрудничество
С 2012 по 2018 год был амбассадором Nike. С ноября 2018 года официально заключил контракт с Adidas. Также был рекламным лицом Volkswagen и футбольного клуба «Локомотив» (Москва).